# 下魏斯
下魏斯是德国莱茵兰-普法尔茨州的一个市镇。总面积7.55平方公里，总人口233人，其中男性115人，女性118人（2011年12月31日），人口密度31人/平方公里。